# حرب النجوم الجزء الثالث: انتقام السيث
حرب النجوم الجزء الثالث: انتقام السيث (بالإنجليزية: Star Wars Episode III: Revenge of the Sith)‏ هو فيلم صدر عام 2005 للمخرج جورج لوكاس. وهو الفيلم السادس الذي يصدر في حرب النجوم والثالث من حيث التسلسل الزمني الداخلي.يتحدث الفيلم عن تحول اناكين سكاي والكر إلى الجانب المظلم من القوة بعدما كان المختار الموعود لإعادة التوازن للمجرة حسب النبوءة. يتضمن الفيلم فلسفة حول تحول الإنسان من الجانب الخير إلى الجانب الشرير و يركز على أساس فكرة رفض الموت. اناكين يرفض القبول بموت زوجته أثناء الولادة بعدما راودته رؤى بهذه الخصوص و ينشد المساعدة من يودا كبير الجيداي الذي ينصحه بأن يعلم نفسه على التخلي عن كل شيء زائل. لا يقتنع أناكين بهذه النظرية و لا يتحمل أن يخسر زوجته كما خسر أمه لهذا يلجأ إلى الجانب المظلم من القوة ظننا منه أنها ستحفظ الأشخاص من الموت. يخون اناكين مجلس الجيداي و يخون الجمهورية و ينضم إلى الجانب المظلم و يتعاون مع المستشار بالبيتين في إسقاط الجمهورية و يتحول إلى شخص آخر لا يعرفه و لم يكن أن يتخيل أن يتحول إليه و تصل به أن يقتل زوجته دون قصد و يتشوه جسمه و وجهه بالكامل بعد صدام مع معلمه أوبي وأن في آخر الحلقة فيمضي ما تبقى من حياته رجلا شريرا يختبأ خلف قناع و عباءه سوداء. و هنا تكون ولادة دارث فيدر .

## وصلات خارجية
- حرب النجوم الجزء الثالث: انتقام السيث على موقع IMDb (الإنجليزية)
- حرب النجوم الجزء الثالث: انتقام السيث على موقع ميتاكريتيك (الإنجليزية)
- حرب النجوم الجزء الثالث: انتقام السيث على موقع الموسوعة البريطانية (الإنجليزية)
- حرب النجوم الجزء الثالث: انتقام السيث على موقع روتن توميتوز (الإنجليزية)
- حرب النجوم الجزء الثالث: انتقام السيث على موقع نتفليكس (الإنجليزية)
- حرب النجوم الجزء الثالث: انتقام السيث على موقع قاعدة بيانات الأفلام العربية
- حرب النجوم الجزء الثالث: انتقام السيث على موقع ألو سيني (الفرنسية)
- حرب النجوم الجزء الثالث: انتقام السيث على موقع Turner Classic Movies (الإنجليزية)
- حرب النجوم الجزء الثالث: انتقام السيث على موقع أول موفي (الإنجليزية)
- حرب النجوم الجزء الثالث: انتقام السيث على موقع بوكس أوفيس موجو (الإنجليزية)

1. 1 2 3 4 5 6 7 8 9  مذكور في: حرب النجوم الجزء الثالث: انتقام السيث. تاريخ النشر: 15 مايو 2005.
2. ↑  وصلة مرجع: http://www.sfi.se/sv/svensk-filmdatabas/Item/?itemid=60870&type=MOVIE&iv=Basic.
3. ↑  "قاعدة بيانات الأفلام على الإنترنت" (بالإنجليزية). Retrieved 2017-04-14.{{استشهاد ويب}}:  صيانة الاستشهاد: لغة غير مدعومة (link)
4. ↑  وصلة مرجع: http://www.boxofficemojo.com/movies/?id=starwars3.htm.
5. ↑  مذكور في: Terjesztésre kerülő filmalkotások és artfilmek nyilvántartása. الوصول: 29 مارس 2025. الناشر: الهيئة الوطنية للإعلام والاتصال. لغة العمل أو لغة الاسم: المجرية.
6. ↑  "معلومات عن حرب النجوم الجزء الثالث: انتقام السيث على موقع tcm.turner.com". tcm.turner.com. مؤرشف من الأصل في 2021-05-17.
7. ↑  "معلومات عن حرب النجوم الجزء الثالث: انتقام السيث على موقع viaf.org". viaf.org. مؤرشف من الأصل في 2021-04-12.
8. ↑  "معلومات عن حرب النجوم الجزء الثالث: انتقام السيث على موقع cine.gr". cine.gr. مؤرشف من الأصل في 2016-03-08.